# 詹姆斯·麥肯
詹姆斯·湯瑪斯·麥肯（英語：James Thomas McCann，1990年6月13日—）為美國職棒大聯盟的捕手，目前效力於亞利桑那響尾蛇。他先前曾待過老虎、白襪、大都會與金鶯等隊。他曾在2011年代表美國隊參加泛美棒球運動賽。

## 職業生涯

### 底特律老虎

#### 2014年
9月1日，麥肯代替艾力克斯·艾維拉登上大聯盟。9月19日，麥肯達成生涯首次大聯盟先發。

#### 2015年
該年春訓，他與Bryan Holaday在爭奪成為艾維拉的替補捕手。最後由麥肯勝出。4月29日，他擊出大聯盟首轟，而且是一支場內全壘打。5月21日，他擊出生涯第二轟，而且是一發再見全壘打。6月28日，他又再一次擊出再見全壘打。他成為繼1932年的Tony Piet後，第一位生涯前三轟是一支場內全壘打和2支再見全壘打的球員。
該年球季，麥肯達成連續先發112場比賽沒有任何守備失誤的紀錄。打破了1932至1934年間由Frankie Pytlak保持的93場紀錄。歷史上也只有6位捕手能夠達成單季至少100場出賽且無守備失誤。該年他的打擊率為2成64，7轟41分打點。

#### 2016年
4月11日，麥肯因為腳踝扭傷而進入傷兵名單。5月31日，他終止了連續139場沒有出現守備失誤的大聯盟紀錄。該年他的打擊率2成21，12轟48分打點。他在金手套獎的票選僅次於Carlos Perez和薩爾瓦多·培瑞茲。他的DRS(防守能守下的分數)在美聯排名第二。

#### 2017年
5月26日，麥肯因為左手撕裂傷而進入傷兵名單。該年6月，他的打擊率僅1成94。不過到了7月，他不但達成連續10場比賽擊出安打，打擊率更是上升至2成46。最後他該年球季打擊率為2成53，13轟49分打點。

#### 2018年
1月11日，他與球隊簽下1年2375萬美元的合約。該年他出賽118場比賽是生涯單季最多，不過他的打擊率卻是生涯新低的2成20，另外只有8轟39分打點。這也讓他在球季結束後沒有再與老虎隊續約，而是成為自由球員。

### 芝加哥白襪
2018年12月19日，他與白襪隊簽下1年250萬美元的合約。2019年上半季，他一掃去年的低潮，繳出打擊率3成16，9轟30分打點的成績單。這也讓他入選生涯首次明星賽。該年他的打擊率2成73，18轟60分打點皆為生涯新高。
2020年8月25日，麥肯接捕了盧卡斯·吉奧里托的無安打比賽。這年他出賽31場比賽，打擊率為2成89，並敲出7轟與15分打點。

### 紐約大都會
2020年12月12日，與大都會隊簽下4年4,000萬美元的合約。

### 巴爾的摩金鶯
2022年12月22日，大都會隊將麥肯交易到金鶯隊，其剩餘兩年2400萬美元合約中的1900萬美元由大都會隊支付，新東家金鶯隊僅需支付500萬美元。大都會隊從此筆交易換得未來指名球員。

## 個人生活
麥肯於2014年11月結婚。2017年12月，他們生下一對雙胞胎。而麥肯也是一位打獵狂熱者。他在休賽季會去阿肯色州的卡萊爾打獵。

## 外部連結
- 球員資訊和成績在MLB ，ESPN ，Retrosheet ，Baseball Reference ，Baseball Reference (Minors) ，Fangraphs ，The Baseball Cube （英文）
- 詹姆斯·麥肯的X（前Twitter）
- 詹姆斯·麥肯的Instagram帳戶